# Герберт Фрідманн
Герберт Фрідманн (англ. Herbert Friedmann; 22 квітня 1900 — 14 травня 1987) — американський орнітолог. Працював у Смітсонівському інституті понад 30 років. У 1929 році став членом Американської спілки орнітологів (АОУ) і займав посаду президента АОУ з 1937 по 1939 рік. Видав 17 книг і відзначився вивченням гніздового паразитизму .

## Біографія
Герберт Фрідманн виріс у Брукліні, Нью-Йорк. У шкільні роки він був членом пташиного клубу і вів детальні записи про птахів, яких він спостерігав. Він продовжив вивчати птахів після вступу до Міського коледжу Нью-Йорка у віці 16 років і підтримував тісний зв'язок з Музеєм природознавства.
Фрідманн отримав стипендію в Корнельському університеті і за три роки захистив докторську дисертацію. Його дисертація була про гніздовий паразитизм у вашерів.
Після закінчення навчання у 1923 році Фрідманн викладав літні курси для Університету Вірджинії. Впродовж наступних трьох років він проводив більшість свого часу в Південній Америці та Африці, вивчаючи птахів-паразитів за докторантурою Національної дослідницької ради та Фонду Рокфеллера. Викладав в Університеті Брауна в 1925—1926 роках та в Амхерстському коледжі в 1927—1929 роках.
У вересні 1929 року Фрідманн призначений куратором птахів у Національному природознавчому музеї у Вашингтоні і продовжував працювати на цій посаді, поки не був призначений головним куратором зоології у 1959 р.

## Нагороди
У 1955 році Фрідманн нагороджений медаллю Даніеля Жиро Елліота від Національної академії наук за книгу «Медоїди» («The Honey Guides») . Того ж року Фрідманн був нагороджений премією Лейді від Академії природничих наук Філадельфії. Американська спілка орнітологів у 1964 році вручила Фрідманну Меморіальну премію Вільяма Брюстера за «виняткову роботу над птахами Західної півкулі».